# 柄眼目

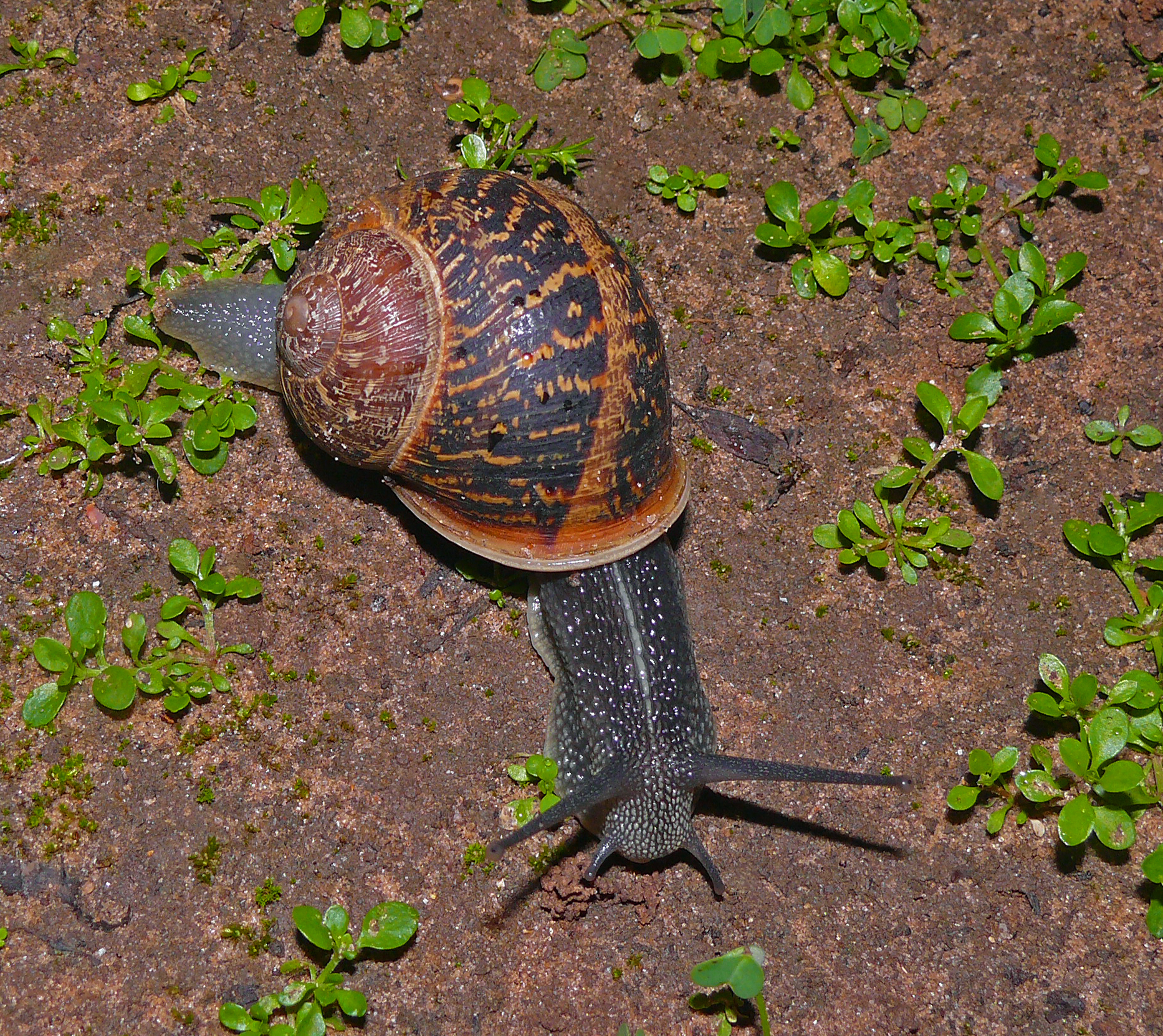
Helix aspersa (Common Garden Snail)

柄眼類（学名：Stylommatophora，来自希腊语，意为“眼睛长在柄上”），舊作柄眼目，是腹足綱之下的一個分類支序，包括有會呼吸空氣的蝸牛和蛞蝓。本分支舊屬肺螺亚纲，皆為能持久生活在陆地上的物種，本為一個目級或下目級的分類，現時為不分等支序。本分類是所有蝸牛和陸生蛞蝓的主流分類。
它们与生活在淡水中的基眼目相比最显著的区别在于：基眼目只有一对触角，而柄眼目有两对可伸縮的触角，其中后面的那对的尖端長着眼睛。除此之外，其肉足的表皮內長有一條長長的腺体，叫做足腺（pedal gland）。這兩個都是柄眼類物種的重要衍徵。另外，本分類有多個科的物種都會在交配時發射出名為戀矢（love dart）的交配器插進對方的身體，以交換精子。
柄眼類生物從白垩纪（Cretaceous）開始就已存在，直到現在。
柄眼目动物通过密布血管的肺腔呼吸。为了避免脱水干枯它们需要特殊的水管理系统。为此它们分泌大量粘液来防止过度蒸发。此外它们中许多有一个提供保护的壳。壳退化了的蛞蝓避免日光直射。但是即使在水份大量丧失（50-80%）的情况下，柄眼目动物可以生存数日。一些特别耐旱的物种拥有非常厚的石灰壳，甚至生活在沙漠裡。

## 结构

### 壳

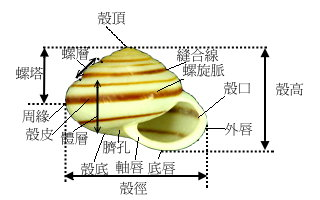
蜗牛壳

和大多数肺螺亚纲的动物一样，柄眼目的物种都拥有一个壳。除脱水外这个壳还提供保护和防寒的作用。在有危险的情况下柄眼目的动物可以缩回壳里。柄眼目的动物没有盖，因此它们用侧部的厚皮把壳封住。假如干旱或者寒冷的时期很长的话他们使用一层膜厣（石灰形成的膜）把壳盖住。柄眼目的壳相当于它们的外骨骼。在卵发育的时候它们就已经形成了。它由三个层组成。外层是一层贝壳硬朊，中层是一层碳酸鈣，内层是一层珠母层。碳酸钙是通过侧部厚皮上特殊的腺分泌的。壳是螺旋状的，在最外面的那一圈上，尤其是在开口，往往有不同深度的齿。

### 蛞蝓

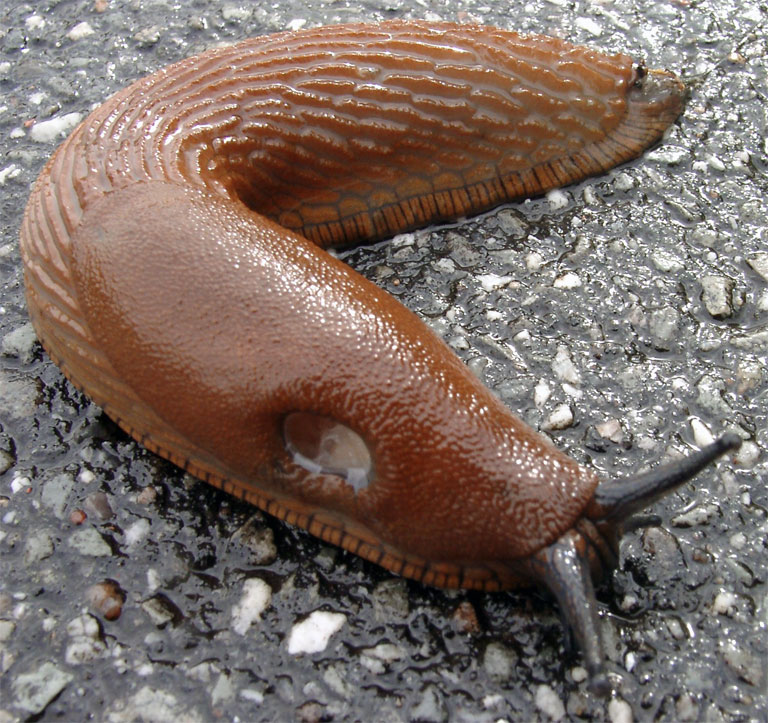
Arion rufus

蛞蝓的壳退化了，往往只有遗留还存在。它们的内脏腔也缩小了，因为里面的内脏就可以放到首足的腹部去了。蛞蝓的气孔和生殖孔总是位于身体的右侧。
蛞蝓丧失了壳之后的优点在于其机动性加强了。

## 生殖
与其它大多数螺不同的是柄眼目是雌雄間性的。它们每次可以产多达70枚卵，数星期之後幼螺发育。

## 古生物学和演化
虽然发现过一些古生代类似柄眼目的化石，但是这些化石的可靠性不确定，这些生物可能仅仅在外貌上与今天的柄眼目类似。一些侏罗纪末期的化石有可能的确是柄眼目动物。可靠的最早的柄眼目动物的化石来自于上白垩纪（科尼亞克階，距今约8800万年）。这些动物显然是扭轴蜗牛科、南亚蜗牛科和扁雕蜗牛科的动物。在桑托階（距今约8500万年）发现的化石包括钻头螺科和圈螺科。

## 分类学

### 傳統分類
ITIS引述NODC第8版的系統分類名稱數據庫，將柄眼目物種按其輸尿道的型態可分為下列四個亞目：
- 異尿道亞目（Heterurethra）：只有爱丽蛞蝓科和玛瑙螺科（Achatinidae）兩個科[8]，後來被併進曲尿道亞目，今屬玛瑙螺总科（Achatinoidea Swainson, 1840）。有其他文獻還包括琥珀螺超科（ Beck, 1837）。
- 中尿道亞目（Mesurethra）
- 直尿道亞目（Orthurethra）
- 曲尿道亞目（Sigmurethra）

然而，這種分類會導致有一大堆亞目地位未定的科，在系統分類學來說並不理想。

### 2005年分類
根据2006年威得、摩丹和纳格斯的分析，柄眼目是一个主干分支。
根据2005年的《布歇特和洛克罗伊的分类》，柄眼目作以下总科和科的分類:239-283：

#### 板顎類支序
- 琥珀螺超科
  - 琥珀螺科（Succineidae）
- 无盔蛞蝓超科
  - 无盔蛞蝓科

#### 直尿道類支序
- 帕图螺超科
  - 帕图螺科（Partulidae）
  - Family Draparnaudiidae
- 小玛瑙螺超科
  - 小玛瑙螺科（Achatinellidae）
- 槲果螺超科
  - 槲果螺科
  - 同纹螺科（Amastridae）
- 艾纳螺超科（ B. B. Woodward, 1903 (1880)）[11]：又名似煙管蝸牛總科
  - 霜纳螺科（ Wenz, 1923）
  - 艾纳螺科（ B. B. Woodward, 1903 (1880)）：又名似煙管蝸牛科
- 蛹蜗牛超科
  - 虹蛹螺科
  - Family Argnidae
  - 粒蛹螺科
  - （已灭绝）
  - 蛹状螺科
  - 球果螺科
  - 瓦娄蜗牛科
  - 牙蛹蝸牛科 Vertiginidae

#### 彎尿道類非正式分類
- 烟管蜗牛总科
  - 烟管蜗牛科
  - （已灭绝）
  - （已灭绝）
  - （已灭绝）
- 彩带螺超科
  - 彩带螺科
  - 蜂窝蜗牛科
  - （已灭绝）
  - 尾刺螺科
- 非洲大蝸牛總科 Achatinoidea：又名玛瑙螺超科。
  - 非洲大蝸牛科 Achatinidae：又名玛瑙螺科。
  - 菲吕杂螺科 Ferussaciidae
  - Family Micractaeonidae
  - 钻头螺科
- 爱丽蛞蝓超科
  - 爱丽蛞蝓科
- 小壳螺超科
  - 小壳蛞蝓科
  - 橡子螺科
  - 旋轴螺科
- 扭轴蜗牛总科
  - 扭轴蜗牛科
- 彩釉蜗牛总科
  - 彩釉蜗牛科
  - 斗蓬螺科
  - 单孔螺科
- 红蜗牛超科
  - 针状螺科
  - 硬壳螺科
  - 羚管螺科
  - 玫瑰口蜗牛科
- 粟蜗牛超科
  - 粟蜗牛科
  - （已灭绝）
  - 茶色蜗牛科
  - Family Discidae
  - 内齿螺科
  - 山地蜗牛科
  - 盾状螺科
- 袋螺總科
  - 袋螺科

#### "Limacoid clade"
- Superfamily Staffordioidea
  - Family Staffordiidae
- Superfamily Dyakioidea
  - Family Dyakiidae
- 腹齒螺總科 [12]
  - 腹齒螺總科 
  - 真蛞蝓科
  - 笠蜗牛科
  - 很大機會屬於腹齒螺總科的化石種
    - Subfamily † Archaeozonitinae
    - Subfamily † Grandipatulinae
    - Subfamily † Palaeoxestininae
- 小盾螺超科
  - 小盾螺科
  - 小蛞蝓科
  - 三角外套蛞蝓科
- 帶螺總科（Zonitoidea）
  - 帶螺科（Zonitidae）
- 鳖甲蜗牛超科
  - 鳖甲蜗牛科
  - 拟阿勇蛞蝓科
  - 尾环蜗牛科
- 背盾蛞蝓超科
  - 蛞蝓科
  - 野蛞蝓科
  - 蠕蝓科
  - 玻璃蛞蝓科
- 欧洲蛞蝓超科
  - 阿勇蛞蝓科
  - 高山蛞蝓科
  - 欧洲蛞蝓科
  - 嗜粘液蛞蝓科
- 旋蜗牛超科
  - 大蜗牛科
  - 巴蜗牛科
  - 坚齿螺科
  - 扁雕蜗牛科
  - 嗜石螺科
  - 肋齿螺科
  - 多圆螺科
- 圈螺超科
  - 圈螺科
  - 瞳孔蜗牛科

### 2017年分類
根据2017年的《布歇特等人的腹足類分類》，柄眼目被分為三個亞目：
- 瑪瑙螺亞目 Achatinina：原來弯尿道類之下的瑪瑙螺超科（Achatinoidea）及爱丽蛞蝓超科[14]，並併入Streptaxoidea總科及鑽頭螺科。
- 旋蝸牛亞目 Helicina：包括除瑪瑙螺超科及爱丽蛞蝓超科之外的原來弯尿道類非正式群組（Sigmurethra）的成員
  - 阿勇蛞蝓下目 Arionoidei
  - 烟管蜗牛下目 Clausilioidei
  - 旋蝸牛下目 Helicoidei：包括原來的旋蝸牛總科 (Helicoidea Rafinesque, 1815）及袋螺總科（Sagdoidea Pilsbry, 1895）
  - 蛞蝓下目 Limacoidei
  - 橡子螺下目 Oleacinoidei：包括由原來小壳螺超科踢走了小壳蛞蝓科之後而成的橡子螺總科及從原屬彩釉蜗牛总科的单孔螺科獨立而成的单孔螺总科
  - 綵帶螺下目 Orthalicoidei
  - 蛹螺下目 Pupilloidei：即原來分類的直尿道類支序（Orthurethra），但原來支序的五個總科現時合併成了單一一個蛹螺總科（Pupilloidea ），合共有31個科。
  - 彩釉蜗牛下目 Rhytidoidei：只有一個總科由原來的彩釉蜗牛总科併入原红蜗牛超科而成。
  - 琥珀螺下目 Succineoidei：即原板顎類支序（Elasmognatha）
- Suborder Scolodontina：只有Scolodontoidea H.B. Baker, 1925這一個陸地蝸牛的總科[15]。
- 地位未定分類單元：多為化石物種[16]
  - Family †Anadromidae Wenz, 1940†
  - Family †Anostomopsidae H. Nordsieck, 1986
  - Genus †Cherusciola Huckriede, 1967
  - Family †Cylindrellinidae Zilch, 1959
  - 长颈扭轴蜗牛科 Diapheridae Panha & Naggs, 2010
    - Bruggennea Dance, 1972
    - 长颈扭轴蜗牛属 Diaphera Albers, 1850
    - Laoennea Páll-Gergely, 2020
    - 近弯螺属 Parasinoennea Z.-Y.Chen & Páll-Gergely, 2020
    - Platycochlium Laidlaw, 1950
    - Platylennea Páll-Gergely, 2020
    - Pupennea Páll-Gergely, 2020
    - Rowsonia Páll-Gergely, 2020
    - 弯螺属 Sinoennea Kobelt, 1904
    - Tonkinia Mabille, 1887

  - Family †Grandipatulidae Pfeffer, 1930
  - Family †Grangerellidae Russell, 1931
  - Family †Palaeoxestinidae Pfeffer, 1930
  - Family †Scalaxidae Zilch, 1959

### 生物多樣性
目前本支序有約2萬個物種。